# Karl von Hase
Karl August von Hase (født 25. august 1800 i Steinbach (Sachsen), død 3. januar 1890 i Jena) var en tysk kirkehistoriker.
Von Hase studerede i Leipzig, men blev forvist derfra for deltagelse i studenterpolitikken, gik så til Erlangen, deltog også her i "Burschenschafts"-politikken, hvorfor han blev anklaget og måtte sidde 10 måneder i fængslet på fæstningen Hohenasperg. I 1829 blev han privatdocent i Leipzig, 1830 teologisk professor i Jena, 1883 nedlagde han på grund af alderdom sit professorat. Von Hase udfoldede en omfattende kirkehistorisk forfattervirksomhed, til næsten alle kirkehistoriens egne havde han et førstehåndskendskab, og han havde en stor evne til at forstå forskellige standpunkter.
Af hans produktion må særlig fremhæves: "Hutterus redivivus, oder Dogmatik der evangelischen lutherischen Kirche" (1828, 13. oplag 1888; oversat på dansk af Andreas Listov 1841), "Das Leben Jesu" (1829. 5. oplag 1865), "Kirchengeschichte" (1834, 11. oplag 1886; oversat på dansk af L.R. Petersen og F.W.L. Oehlenschläger (1843), "Kirchengeschichte auf der Grundlage akademischer Vorlesungen" (1885 ff.). Hans selvbiografi "Ideale und Irrthümer, Jugenderinnerungen" udkom 1872 (2. oplag 1873).